# Test t Welcha
Test t Welcha – test statystyczny równości wartości oczekiwanych w dwóch populacjach. Jest uogólnieniem testu t Studenta na populacje o różnych wariancjach. Stanowi przybliżone rozwiązanie problemu Behrensa-Fishera. Nazwa testu pochodzi od nazwiska jego twórcy Bernarda Lewisa Welcha.

## Wzory nat,ν
Test t Welcha stosuje następującą statystykę t:
{\displaystyle t={\frac {{\overline {X}}_{1}-{\overline {X}}_{2}}{\sqrt {{\frac {s_{1}^{2}}{N_{1}}}+{\frac {s_{2}^{2}}{N_{2}}}}}},}
gdzie:
- {\displaystyle {\overline {X}}_{i}} – średnia w i-tej próbie,
- {\displaystyle s_{i}^{2}} – wariancja w i-tej próbie,
- {\displaystyle N_{i}} – liczność i-tej próby.

Liczba stopni swobody {\displaystyle \nu } związana z tą estymatą wariancji jest przybliżana za pomocą równania Welcha-Satterthwaite’a:
{\displaystyle \nu ={\frac {\left({\frac {s_{1}^{2}}{N_{1}}}+{\frac {s_{2}^{2}}{N_{2}}}\right)^{2}}{{\frac {s_{1}^{4}}{N_{1}^{2}\cdot \nu _{1}}}+{\frac {s_{2}^{4}}{N_{2}^{2}\cdot \nu _{2}}}}}.}
Wiąże się to z faktem, iż liczba stopni swobody związana z estymatą wariancji i-tej próby:
{\displaystyle \nu _{i}=N_{i}-1.}

## Test statystyczny
Hipoteza zerowa zwykle zakłada równość dwóch średnich w dwóch populacjach ({\displaystyle \mu _{1}=\mu _{2}}), co jest równoznaczne stwierdzeniu, że różnica pomiędzy tymi średnimi wynosi zero. Hipoteza alternatywna może przyjąć formę dwustronną {\displaystyle \mu _{1}\neq \mu _{2}} lub formę jednostronną: lewostronną ({\displaystyle \mu _{1}<\mu _{2}}) lub prawostronną ({\displaystyle \mu _{1}>\mu _{2}}). Tak jak w innych podobnych testach, w zależności od formy hipotezy alternatywnej oraz przyjętego poziomu istotności {\displaystyle \alpha } wyznacza się obszar krytyczny lub wartość p. Zakłada się, szczególnie w przypadku małych prób, że rozkłady w obu populacjach są w przybliżeniu normalne. 
Po obliczeniu wartości t można, stosując rozkład t-Studenta o wyliczonej liczbie stopni swobody {\displaystyle \nu ,} sprawdzić, czy otrzymana statystyka znajduje się w obszarze krytycznym (lub czy wartość p jest niższa od założonego poziomu istotności) i odrzucić lub stwierdzić brak podstaw do odrzucenia hipotezy zerowej.